# 竹筍鳳凰螺
竹筍鳳凰螺（学名：Strombus vittatus）为鳳凰螺科鳳凰螺屬下的一个种。